# Tour de Eurométropole 2021
La 80.ª edición de la clásica ciclista Tour de Eurométropole fue una carrera en Bélgica que se celebró el 29 de septiembre de 2021 sobre un recorrido de 176,72 kilómetros con inicio en la ciudad de La Louvière y final en la ciudad de Tournai.
La carrera formó parte del UCI ProSeries 2021, dentro de la categoría 1.Pro. El vencedor fue el neerlandés Fabio Jakobsen del Deceuninck-Quick Step seguido del belga Jordi Meeus del Bora-Hansgrohe y el danés Mads Pedersen del Trek-Segafredo.

## Equipos participantes
Tomaron parte en la carrera 24 equipos: 12 de categoría UCI WorldTeam, 9 de categoría UCI ProTeam y 3 de categoría Continental. Formaron así un pelotón de 163 ciclistas de los que acabaron 133. Los equipos participantes fueron:
| WorldTeams (12)- Cofidis - Deceuninck-Quick Step - EF Education-Nippo - Ineos Grenadiers - Groupama-FDJ - Lotto Soudal - Trek-Segafredo - UAE Team Emirates - Israel Start-Up Nation - Qhubeka NextHash - Intermarché-Wanty-Gobert Matériaux - Bora-Hansgrohe ProTeams (9)- Alpecin-Fenix - B&B Hotels p/b KTM - Bingoal Pauwels Sauces WB - Gazprom-RusVelo - Rally Cycling - Sport Vlaanderen-Baloise - Arkéa-Samsic - TotalEnergies - Uno-X Pro Cycling Team Equipos continentales (3)- Black Spoke - Tarteletto-Isorex - Xelliss-Roubaix Lille Métropole |
| |

## Clasificación final
- La clasificación finalizó de la siguiente forma:[3]

| \| Clasificación general \| Clasificación general \| Clasificación general \| Clasificación general \| Clasificación general \| \| Ciclista \| Ciclista \| Equipo \| Tiempo \| \| \| --------------------- \| --------------------------- \| ---------------------------------- \| --------------------- \| --------------------- \| \| 1.º \| Fabio Jakobsen \| Deceuninck-Quick Step \| 4 h 08 min 32 s \| \| \| 2.º \| Jordi Meeus \| Bora-Hansgrohe \| + 0 s \| \| \| 3.º \| Mads Pedersen \| Trek-Segafredo \| + 0 s \| \| \| 4.º \| Danny van Poppel \| Intermarché-Wanty-Gobert Matériaux \| + 0 s \| \| \| 5.º \| Hugo Hofstetter \| Israel Start-Up Nation \| + 0 s \| \| \| 6.º \| Nacer Bouhanni \| Arkéa-Samsic \| + 0 s \| \| \| 7.º \| Kenneth Van Rooy \| Sport Vlaanderen-Baloise \| + 0 s \| \| \| 8.º \| Luca Mozzato \| B&B Hotels p/b KTM \| + 0 s \| \| \| 9.º \| Reinardt Janse van Rensburg \| Qhubeka NextHash \| + 0 s \| \| \| 10.º \| Samuel Leroux \| Xelliss-Roubaix Lille Métropole \| + 0 s \| \| |                             |                                    |                 |
| |                             |                                    |                 |
| Fuente: ProCyclingStats |                             |                                    |                 |
| Clasificación general |                             |                                    |                 |
| Ciclista | Ciclista                    | Equipo                             | Tiempo          |
| 1.º | Fabio Jakobsen              | Deceuninck-Quick Step              | 4 h 08 min 32 s |
| 2.º | Jordi Meeus                 | Bora-Hansgrohe                     | + 0 s           |
| 3.º | Mads Pedersen               | Trek-Segafredo                     | + 0 s           |
| 4.º | Danny van Poppel            | Intermarché-Wanty-Gobert Matériaux | + 0 s           |
| 5.º | Hugo Hofstetter             | Israel Start-Up Nation             | + 0 s           |
| 6.º | Nacer Bouhanni              | Arkéa-Samsic                       | + 0 s           |
| 7.º | Kenneth Van Rooy            | Sport Vlaanderen-Baloise           | + 0 s           |
| 8.º | Luca Mozzato                | B&B Hotels p/b KTM                 | + 0 s           |
| 9.º | Reinardt Janse van Rensburg | Qhubeka NextHash                   | + 0 s           |
| 10.º | Samuel Leroux               | Xelliss-Roubaix Lille Métropole    | + 0 s           |

## UCI World Ranking
El Tour de Eurométropole otorgó puntos para el UCI World Ranking para corredores de los equipos en las categorías UCI WorldTeam, UCI ProTeam y Continental. Las siguientes tablas muestran el baremo de puntuación y los 10 corredores que obtuvieron más puntos:
| Posición              | 1.º | 2.º | 3.º | 4.º | 5.º | 6.º | 7.º | 8.º | 9.º | 10.º | 11.º | 12.º | 13.º | 14.º | 15.º | 16.º-30.º | 31.º-40.º |
| Clasificación general | 200 | 150 | 125 | 100 | 85  | 70  | 60  | 50  | 40  | 35   | 30   | 25   | 20   | 15   | 10   | 5         | 3         |

| Clasificación |                             |                                    |         |
| Posición      | Ciclista                    | Equipo                             | General |
| ------------- | --------------------------- | ---------------------------------- | ------- |
| 1.º           | Fabio Jakobsen              | Deceuninck-Quick Step              | 200     |
| 2.º           | Jordi Meeus                 | Bora-Hansgrohe                     | 150     |
| 3.º           | Mads Pedersen               | Trek-Segafredo                     | 125     |
| 4.º           | Danny van Poppel            | Intermarché-Wanty-Gobert Matériaux | 100     |
| 5.º           | Hugo Hofstetter             | Israel Start-Up Nation             | 85      |
| 6.º           | Nacer Bouhanni              | Arkéa Samsic                       | 70      |
| 7.º           | Kenneth Van Rooy            | Sport Vlaanderen-Baloise           | 60      |
| 8.º           | Luca Mozzato                | B&B Hotels p/b KTM                 | 50      |
| 9.º           | Reinardt Janse van Rensburg | Qhubeka NextHash                   | 40      |
| 10.º          | Samuel Leroux               | Xelliss-Roubaix Lille Métropole    | 35      |